# Ballardhaut
Mit Ballardhaut wird im Tiefdruck eine abziehbare Kupferschicht auf dem Tiefdruckzylinder bezeichnet. Den aus Stahl bestehenden Tiefdruckzylinder bedeckt eine rund 2 mm starke Grundkupferschicht, auf die eine zweite Kupferschicht, die sogenannte Ballardhaut galvanisiert wird. Zwischen der 100 µm dünnen Ballardhaut und dem Grundkupfer liegt eine Trennschicht. Dadurch lässt sich die Ballardhaut nach dem Druck einfach entfernen und durch eine neue ersetzen. In diese dünne Kupferschicht wird das Druckbild in Form von winzigen Näpfchen chemisch eingeätzt, elektromechanisch oder mittels Laserstrahl eingraviert.  Abschließend wird die Kupferschicht zusätzlich verchromt, um eine bessere Haltbarkeit für höhere Auflagen zu erreichen.
Nach dem Druck kann die Ballardhaut zusammen mit der Chromschicht abgezogen werden. Zur Wiederverwendung wird die Zylinderoberfläche gereinigt und poliert, sowie eine neue Trennschicht aufgebracht, um darauf erneut eine Ballardhaut zu galvanisieren.